# 关中坝街道
关中坝街道，是中华人民共和国贵州省铜仁市思南县下辖的一个街道办事处。
2013年11月7日，贵州省人民政府批复同意撤销思唐镇建制，以原思唐镇江东社区、沙洲社区、扑龟塘村、长江村、三塘村、红石梁村、白沙井村、远东村、新华村、映山村，鹦鹉溪镇皂角溪村、苏家沟村、团山村、大溪口村、黄家山村、宋家坪村，凉水井镇华溪沟村、息乐溪村、蒿枝坝村、谢家寨村等20个村（社区）地域为关中坝街道行政区域，街道办事处驻沙洲社区。

## 行政区划
关中坝街道下辖以下地区：
江东社区、沙洲社区、三塘村、扑龟塘村、红石梁村、长江村、远东村、白沙井村、新华村、映山村、宋家坪村、苏家沟村、黄家山村、皂角溪村、大溪口村、团山村、息乐溪村、华溪沟村、蒿枝坝村和谢家寨村。